# Branchipodopsis barnardi
Branchipodopsis barnardi är en kräftdjursart som beskrevs av Hamer och Appleton 1996. Branchipodopsis barnardi ingår i släktet Branchipodopsis och familjen Branchipodidae. Inga underarter finns listade.